# Galactik Football
Galactik Football es una serie francesa de animación coproducida por Alphanim, France 3 Jetix en su primera temporada , Disney XD en su segunda y tercera temporada , Telegael y Welkin Animation. Se basa en el fútbol como tema principal, pero dándole un toque futurista. La serie consta de 26 episodios en la primera temporada de media hora, de  26 más en la segunda (que empezó a salir por TV en 2008, en España) y 26 más en la tercera temporada que terminó en febrero de 2011.
Se emitió en los Estados Unidos en Cartoon Network desde el 26 de julio de 2006 hasta el 11 de agosto de 2011, en Latinoamérica se estrenó en el canal Jetix. 

## Argumento
En Galactik Football se narra las aventuras de un equipo del planeta Akillian que ansía ganar la copa del Galactik football utilizando un fluido, una energía mística, específico para cada planeta; en el caso de Akillian es el Aliento  o espíritu. 

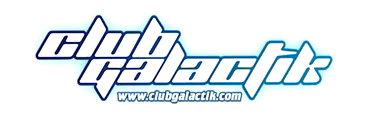

## Temporadas
Temporada 1
La historia comienza, durante un partido de fútbol entre el equipo local del planeta Akillian y los Shadows 'las sombras'. Akillian tiene un libre directo, que ha de lanzar su capitán, Aarch. Cuando va a lanzar el tiro libre se escucha una explosión y un alud barre el estadio, que marca el comienzo de la Edad de Hielo Akillian y la pérdida del espíritu de Akillian. La trama luego salta hacia adelante 15 años. Aarch y su amigo Clamp, un técnico en robótica, llegan de nuevo a Akillian por primera vez desde la avalancha. Aarch tiene como objetivo crear un nuevo equipo de fútbol capaz de ganar la Copa, y selecciona un grupo de jóvenes con talento para su equipo: D'Jok, Sinedd, Micro Ice, Mei, Thran, Ahito, Rocket y Tia. Sin embargo, el padre de Rocket que es el hermano de Aarch no lo quiere en el equipo pero al final le deja jugar a condición de que el recién nombrado Snow Kids gane un partido contra el actual equipo de Akillian, los Red Tigers, que está entrenado por el antiguo amigo y compañero de equipo de Arch, Artegor Nexus. Durante la prueba de selección, Tia revela que ella todavía posee el poder del Espíritu perdido hace mucho tiempo. Los Snow Kids vencen a los Red Tigers, convirtiéndose en el nuevo equipo Akillian. Sin embargo, un amargado Artegor convence a Sinedd de que deje los Snow Kids y se vaya con él a los Shadows, donde se ha comprometido como entrenador. Los Snow Kids progresaron a través de la competición y, uno por uno desarrollan el Espíritu de Akillian, a pesar de algunas tensiones en el equipo causadas por la relación creciente entre Tia y Rocket y el amor no correspondido de Micro Ice en Mei, ya que esta está enamorada de D'Jok. Aunque no lo saben, todos de los jugadores de Akillian se han visto afectadas por el Meta-Fluido, un fluido sintético indetectable. Este fluido fue creado por accidente por el pirata Sonny Blackbones que resulta ser el padre de D'Jok; y Clamp, ya que estos de jóvenes eran científicos que trabajaban en Tecnoyd. La explosión del Meta-Fluido fue el verdadero origen de la Edad de Hielo en Akillian. Este fluido es ahora codiciado por el despiadado General Bleylock, que pone en peligro a los Snow Kids para conseguirlo y con él destruir la galaxia. Con la ayuda de Tecnoyd y Sonny Blackbones, el plan de Bleylock es saboteado y los Snow Kids ganan la copa Galacktic Football que hará un tour por la galaxia luciendo el Espíritu de Akillian.
 Temporada 2
Tras su victoria en la anterior Copa Galactik Football los Snow Kids se preparan para defender su título. Sin embargo, su portero Ahito no podrá jugar los primeros partidos de la copa debido a una misteriosa enfermedad. Rocket y Tía se van al bosque, donde Tía casi muere y Rocket para salvarla usa el Espíritu, por eso es suspendido en la competición ya que ha utilizado el Espíritu fuera del campo. Debido a la suspensión de Rocket, D'Jok se convierte en el nuevo capitán. Por eso los Sow Kids fichan a dos nuevos jugadores Yuki, prima de Thran y Ahito para que sea la guardameta y Mark para que juegue en el lugar de Rocket. Sinedd introduce Rocket a un deporte secreto de uno-contra-uno llamado Netherball. Rocket pronto se convierte en campeón de la Esfera Netherball pero la actitud violenta del juego tiene un efecto psicológico. Mientras tanto, Bleylock ha regresado y está usando la Esfera para absorber el fluido de los jugadores, que quiere utilizar para fabricar bombas de fluido con las que quiere destruir la galaxia. Bleylock da lanza la primera bomba en Archipiélago Shadow, con la destrucción de  la Niebla, el fluido del equipo Shadow, y los pirates son descalificados de la Copa. Bleylock lo hace de tal manera que parece que ha sido culpa de los piratas y de sony blackbones. Mientras tanto, la pérdida de la Niebla hace que Artegor caiga enfermo, vuelve a Akillian y es cuidado por Dama Simbay, así recupera su amistad con Aarch y se convierte en el entrenador técnico de los Snow Kids.D´Jock tiene una pesadilla en la que cae al vacío por un agujero en Estadio Génesis. Ahito se recupera y vuelve al equipo, lo que revive a los Snow Kids. La liga le levanta la suspensión a Rocket, pero Rocket se niega a salir de la esfera para volver a su equipo. Sólo cuando Tia  lo derrota en la Esfera decide dejar de jugar al Netherball y volver al equipo. Los Snow Kids juegan contra los Xennons en la final, y aunque el partido se interrumpe por los intentos de Bleylock de destruir el estadio, vuelven a ganar la copa derrotando a los Xennos en una tanda de penaltis. Bleylock es traicionado por su asistente Harris, que sabotea la nave, haciendo que la bomba explote dentro de la nave de Bleylock  y lo mata. La onda de choque generada por la explosión de dos dispositivos de fluido hace un agujero en Estadio Génesis por donde D'Jock cae al vacío pero es salvado por Luurb, un jugador de los Xennons.
 Temporada 3
Después de dos años en los que han ganado dos veces consecutivas la Copa Galacktic Football, el misterioso Lord Primus invita a toda la galaxia a un torneo especial en el planeta Paradisia. Después de un mal partido amistoso contra los Shadows, D'Jok y Mei tiene una discusión que causa que Mei rompa con D'Jok y se una a los Shadows, con Sinedd. Yuki deja a los Snow Kids temporalmente para unirse a la Elektras. D'Jok, dolido por lo ocurrido, también deja el equipo después de aceptar la invitación de Lord Primus para unirse al equipo Paradisia. Una Wamba llamada: Lun-Zia se une a los Snow Kids para el torneo Paradisia. Sin embargo, el torneo no se puede llegar a finalizar a causa de que el planeta Paradisia está a punto de desaparecer a causa de una explosión causada por Harris con el metafluido. Por tanto, todos los habitantes y jugadores consiguen huir antes de que Paradisia sea destruida y no llega a terminarse la final del torneo. 
De vuelta en Akilian, los Snow Kids se preparan para jugar la Copa Galactik Football. En este torneo, Yuki sigue con las Elektras, D'Jok deja el equipo Paradisia, Lun-Zia se une a los Wambas ya que no consigue dominar el espíritu y Mei vuelve con los Snow Kids después de dejar a los Shadows. Sin un equipo en el que jugar, D´Jok decide unirse a Warren y Artegor para formar una academia la cual se propone entrenar a futuros campeones de Galactik Football. Más tarde, D`Jok vuelve a jugar con los Snow Kids; Sinedd cree encontrar a sus padres pero después descubre que solo son unos timadores, y Maya, la madre de D'Jok, que siente lo ocurrido, decide encontrar a los verdaderos padres y a la hermana de Sinedd, consiguiendo que Sinedd vuelva con los Snow Kids (después de que Rocket se lo pidiera)para que su familia le vea jugar ya que los Shadows estaban eliminados. Aarch y Adium son pillados en un holotaxi besándose y como consecuencia se produce una acusación a los Snow Kids por tramposos, y Aarch decide dejar de ser entrenador dándole a Rocket el puesto de entrenador. Los Snow Kids ganan la copa otra vez gracias a un gol de D'Jok y otro de Sinedd en el último segundo contra el Paradisia.

## Equipos
En el universo de la serie se mencionan varios equipos, algunos de los cuales no se mostraron mucho detalle.
| Equipo           | Fluído                          | Descripción del Fluído | Origen                           | Jugador Destacado                               | Logo |
| ---------------- | ------------------------------- | --- | -------------------------------- | ----------------------------------------------- | ---- |
| Snow Kids        | Aliento de Akiliam              | - Mejora de la fuerza, velocidad y agilidad. - Mega-salto. - Ralentizar la caída desde grandes alturas. - Crear un escudo que bloquea a otros fluidos. - Pasar el Espíritu de unos compañeros a otros para crear jugadas más poderosas. | Akiliam                          | D'jock                                          |      |
| Elektras         | Ola de Hectonia                 | - Levitar sobre un soporte de agua - Detener el balón en movimiento - Crear un escudo de agua alrededor del jugador - Crear una gran ola de agua para atacar | Hectonia                         | Yuki                                            |      |
| Rykers           | Grito metálico                  | - Fuerza, velocidad y agilidad mejoradas. - Mega-salto - Super vista (que permite al jugador ver todos los ángulos posibles). - Capacidad de paralizar o hacer retroceder a los jugadores. - La capacidad de causar a los jugadores una fuerte desorientación. - La capacidad de crear un muro impenetrable semitransparente - La capacidad de ralentizar significativamente un balón que se acerca. | Unadar                           | Kernor                                          |      |
| Shadows          | Smog                            | - Fuerza, velocidad y agilidad mejoradas. - Mega salto - Super vista (permite al jugador ver todos los ángulos posibles). - Teletransporte a pequeñas distancias. (La bola también puede teletransportarse con el individuo) - Puede utilizarse como escudo contra otros fluídos. | Archipiélago Shadow              | Sineed (Temporada 1 y 2) Fulmugus (Temporada 3) |      |
| Piratas          | Sin fluído                      | Sin fluído | Nebulosa de Shiloe               | Stevens                                         |      |
| Tigres Rojos     | Sin fluído / Aliento de Akiliam | Sin fluído, aunque contaban con botas cibernéticas para aumentar su agilidad y velocidad. En temporada 3 durante el Torneo de Paradisia se ve que pueden usar el aliento de Akiliam. | Akiliam                          | -                                               |      |
| Xenons           | Calor de Xenón                  | - Mejora la fuerza, la agilidad y la velocidad. - Mega-salto - Causa parálisis temporal. (usando el control del tiempo en un área local) - Supervisión de la vista (permite al jugador ver todos los ángulos posibles). | Xenon                            | Luur                                            |      |
| Sandmen de Menor | Desconocido                     | Desconocido | Menor                            | -                                               |      |
| Technoids        | Sin fluído                      | Sin fluído | Propiedad de la empresa Technoid | -                                               |      |
| Cíclopes         | Ola Mental                      | - Desorientación mental cuando se usa contra el oponente. - Lectura mental - Provoca parálisis temporal. | Cyclopias                        | Akkamukk                                        |      |
| Gyras            | Desconocido                     | Desconocido | -                                | -                                               |      |
| Lightnings       | Carga                           | - Mejorar la fuerza, la velocidad y la agilidad - Teletransportarse instantáneamente en línea recta - Destellar a los adversarios para aturdirlos - Magnetizar objetos, incluso partes del cuerpo | Xzion                            | Warren                                          |      |
| Pullsaurs        | Desconocido                     | Desconocido | -                                | -                                               |      |
| Wambas           | Rugido                          | - Agilidad superior - Velocidad y fuerza mejoradas - Mega-salto | Planeta Wamba                    | Lun-Zarea                                       |      |
| Paradisia        | Multi-flux                      | - Agilidad, velocidad y fuerza. | Paradisia                        | Nikki                                           |      |

## Club Galactik

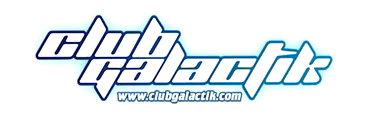
Club Galactik.

Galactik Football tuvo su propio mundo virtual y juego MMO basado en navegador web, llamado Club Galactik. El desarrollo de este juego fue anunciado en 2009 por la productora Alphanim y el publisher de MMOs Virtual Fairground.

## Episodios
Temporada 1: (26 episodios)
- 1x01 El regreso
- 1x02 La nueva esperanza
- 1x03 El desafío
- 1x04 El equipo
- 1x05 El capitán
- 1x06 Un nuevo aliento
- 1x07 El favorito del entrenador
- 1x08 La tormenta
- 1x09 La revancha
- 1x10 Los piratas
- 1x11 El profesor
- 1x12 La huida
- 1x13 El delantero
- 1x14 El agujero negro
- 1x15 La última oportunidad
- 1x16 El estadio genesis
- 1x17 Preparándose
- 1x18 Bajo presión
- 1x19 La estrella
- 1x20 El metafluido
- 1x21 El precio de la victoria
- 1x22 El eslabón perdido
- 1x23 El chantaje
- 1x24 El duelo
- 1x25 El traidor
- 1x26 La copa

Temporada 2: (26 episodios)
- 2x01 De nuevo en Genesis
- 2x02 La suspensión
- 2x03 Renovando el equipo
- 2x04 El nuevo capitan
- 2x05 Regreso a casa
- 2x06 Las reglas del Netherball
- 2x07 Dudas ocultas
- 2x08 La caída de Rocket
- 2x09 El All-Stars
- 2x10 Rocket vs Sinedd
- 2x11 El tropiezo de los campeones
- 2x12 Último suspiro
- 2x13 Sin fluido
- 2x14 Nuevo orden
- 2x15 Revelaciones
- 2x16 Nuevas reglas
- 2x17 Puertas abiertas
- 2x18 Warren entra en acción
- 2x19 Los Technodroids V3s
- 2x20 La estrella caída
- 2x21 Artegor el entrenador
- 2x22 Rocket el centrocampista
- 2x23 Destino
- 2x24 Últimos preparativos
- 2x25 El equipo se desintegra
- 2x26 La venganza de Bleylock

Temporada 3: (26 episodios)
- 3x01  Estrellas en Peligro
- 3x02  La Ruptura
- 3x03  Bienvenidos a Paradisia
- 3x04  Una nueva estrategia
- 3x05  Resonacia
- 3x06  El espectáculo empezó
- 3x07  Padre e Hijo
- 3x08  La otra cara de Paradisia
- 3x09  El secreto del Deep Arena
- 3x10 Amigos y Enemigos
- 3x11 Batalla por la final
- 3x12 Traición en el campo
- 3x13 Final de Partida
- 3x14 Un nuevo comienzo
- 3x15 Destinos Cruzados
- 3x16 Los secretos del espíritu
- 3x17 Familias reconstruidas
- 3x18 La sombra Sinned
- 3x19 El fantasma de Paradisia
- 3x20 Caminando con un pirata
- 3x21 Despedida, Paradisia
- 3x22 ¡Todos Juntos!
- 3x23 Ilusiones Perdidas
- 3x24 La segunda oportunidad
- 3x25 En todos los frentes
- 3x26 Las estrellas de Akilian son eternas

## Emisión Internacional
- Colombia: Señal Colombia
- Latinoamérica: Jetix
- Argentina: InTV Sports
- Brasil: Rede Globo
- Ecuador: UV Sports
- Estados Unidos: Cartoon Network y Univision
- México: Canal 5
- Rumania: Jetix
- Paraguay: Personal Sports
- Uruguay: TCC Sports
- España: Disney XD y Super3
- Angola y  Mozambique: Disney XD
- Chile: TVN